# Vernon Bartlett
Charles Vernon Oldfield Bartlett, född 30 april 1894, död 18 januari 1983, var en brittisk journalist och författare. Bartlett utbildade sig för diplomattjänstgöring, deltog i första världskriget och arbetade därefter för Reuters och The Times som krigskorrespondent med krig, revolutioner och storpolitik som specialitet. 1922-34 var han anställd vid Nationernas förbund och övergick 1934 till utrikespolitisk korrespondent i News Chronicle där han med skärpa uppträdde mot Neville Chamberlains eftergiftspolitik. Genom ett fyllnadsval för valkretsen Bridgewater 1938 inträdde han i underhuset som representant för det oavhängiga Popular Font, och omvaldes 1945.
Bland Bartletts mest kända arbeten märks bland annat hans skildringar av skidringar av fredskonferensen i Paris Behind the scenes at the Peace conference (1919, svensk översättning samma år) samt de samtidshistoriska The brighter side of European chaos (1925), Nazi Germany explained (1933) och If i where a dictator (1935).  Med den svenske nationalekonomen Per Jacobsson, en kollega från tiden vid Nationernas förbund, skrev de två detektivromaner tillsammans under pseudonymen Peter Oldfield.